# Sorry voor alles
Sorry voor alles (Desculpe por tudo, em tradução livre) é um game show belga apresentado por Adriaan Van den Hoof. O programa estreou no canal VRT em 4 de setembro de 2016.
Em novembro de 2017, o programa ganhou o Prêmio Emmy para o melhor programa na categoria de entretenimento sem roteiro.